# Þórsdrápa
La Þórsdrápa (Thorsdrapa, "Inno a Thor") è un poema scaldico di Eilífr Goðrúnarson, poeta al servizio dello jarl Haakon Sigurdsson (937-995). Il poema è famoso per il suo uso creativo del kenning e di altri artifici metaforici, come la sua complessità labirintica.

## Riassunto
Il soggetto principale del poema è la storia di Thor e del suo martello Mjöllnir e, come è tipico delle storie su Thor, di come i giganti ebbero la peggio. Dietro a tutto c'era Loki, che portò Thor ad un confronto con il gigante Geirrod (Geirrǫðr). Con l'aiuto di alcuni regali magici ottenuti dalla gigante Grid (Gríðr), Thor, accompagnato da Þjálfi, sconfisse Geirrod uccidendo molti altri giganti.
La storia inizia col racconto del giochetto di Loki che incita Thor a muovere guerra ai giganti; Þjálfi si unisce a Thor ma Loki è riluttante al punto di non unirsi. La storia dettaglia poi l'attraversamento dell'oceano da parte di Thor (metaforico) fino a giungere nel Jǫtunheimr, con Þjálfi appeso sulla sua fascia in vita. Essendo una scaldo (drápa) il poema è ricco di lodi del potere di Thor e Þjálfi.
Vengono subito affrontati da un gruppo di giganti della grotta di Geirrod, ma Thor e Þjálfi li battono subito (anche se in una versione di Snorri Þjálfi viene sostituito da Loki). Thor viene quindi portato nella casa di Geirrod, dove il posto su cui è seduto viene lanciato sul soffitto schiacciandolo. Colpisce il soffitto con un bastoncino donatogli da Grid e scende uccidendo due giganti, figlie di Geirrod.
Geirrod invita quindi Thor a giocare una partita, e lancia un pezzo di ferro fuso che Thor blocca nei suoi guanti di ferro. Geirrod si nasconde dietro un pilastro, mentre Thor lancia il ferro attraverso pilastro e gigante.

## Analogie
Il mito raccontato nel poema è riportato in prosa da Snorri Sturluson nel suo Skáldskaparmál, ed uno simile si può ritrovare nel Gesta Danorum di Saxo Grammaticus. Vi sono molte discrepanza tra la versione di Snorri e quella di Eilífr; ad esempio Þjálfi non viene citato da Snorri, mentre ha un ruolo fondamentale nel Þórsdrápa.

## AltriÞórsdrápur
Due (frammenti di) poemi vengono a volte chiamati Þórsdrápa:
- tre mezze stanze scritte da Eysteinn Valdason nel X secolo relative alla spedizione di pesca di Thor condotta per uccidere Miðgarðsormr;
- una stanza e due versi composti da Þorbjörn dísarskáld nel X o XI secolo, dove la stanza è una lista di giganti maschi e femmine uccisi da Thor.

Entrambi sono contenuti nello Skáldskaparmál (4).